# 南京国际智慧城市、物联网、大数据博览会
南京国际智慧城市、物联网、大数据博览会（英文全名：Nanjing Smart City,Iot,Big Data Expo，缩写为AIOTE）簡稱南京智博會，是由中国商务部核准，展覽智慧城市概念、物联网技术与大数据分析的博览会。活动举办地位於中華人民共和國江蘇省南京市南京国际展览中心。2020年舉辦的南京智博會為第十三届。